# Tarrus Riley

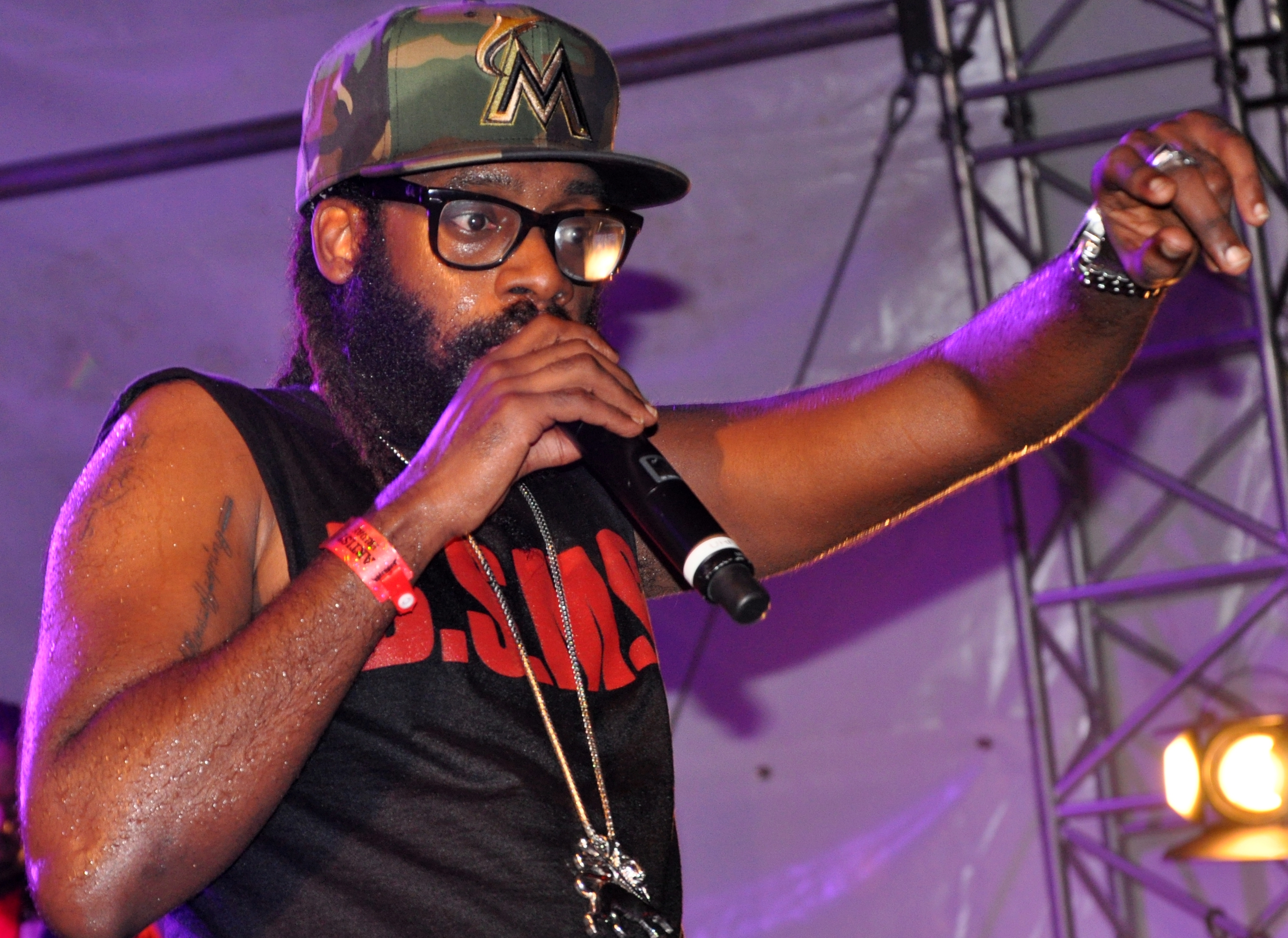
Tarrus Riley beim Summerjam 2013

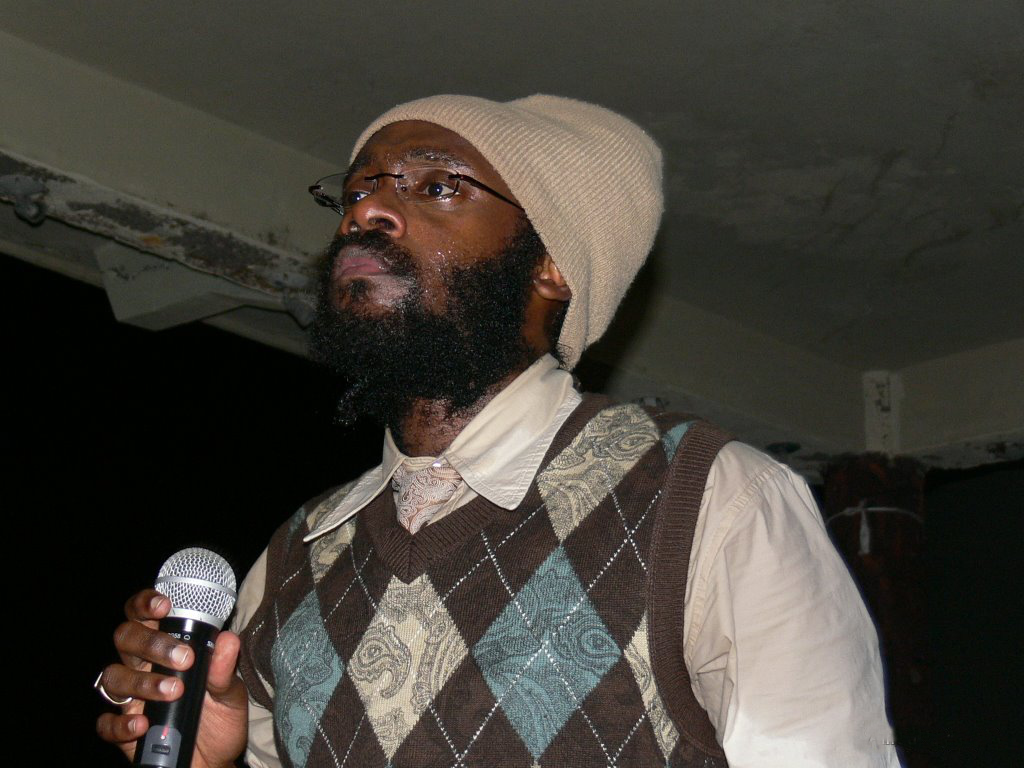
Tarrus Riley 2009 in Negril

Tarrus Riley (geboren als Omar Riley; * 1979 in der Bronx, New York, Vereinigte Staaten von Amerika) ist ein jamaikanisch-amerikanischer Reggae-Sänger, Mitglied der Rastafari-Bewegung und Sohn des jamaikanischen Sängers Jimmy Riley.

## Biografie
Da sein Vater ein etablierter Sänger in Jamaika war, kam Tarrus Riley schon als Jugendlicher mit der jamaikanischen Musikszene in Berührung und nahm früh eigene Songs auf. Im Jahr 2004 wurde dann sein Debütalbum Challenges veröffentlicht. Für seine Arbeit an diesem Album erhielt er einige Auszeichnungen vor allem im Heimatland seines Vaters, Jamaika. 2006 veröffentlichte er sein zweites Album unter dem Titel Parables. Auch für sein zweites Album erhielt er einige Auszeichnungen, darunter den CVM TV 15th Anniversary Award für den „Beliebtesten Song in den vergangenen 15 Jahren“ für seinen Song She´s Royal. Nach diesen Erfolgen ging er auch weltweit auf Tour und spielte auf den größten Reggae Festivals der Welt wie im Jahr 2008 auf dem Summerjam in Deutschland.
Nach dem sehr erfolgreichen zweiten Album und vielen Auszeichnungen in Jamaika wurde 2009 sein drittes Studioalbum Contagious veröffentlicht. Es enthält sehr erfolgreiche Songs wie Start A New, Contagious und Good Girl Gone Bad featuring Konshens. In anderen Songs arbeitete er außerdem mit Künstlern wie Etana, Duane Stephenson, Vybz Kartel oder Demarco zusammen. Im Jahr 2010 wurde der Song Protect The People veröffentlicht und feierte große Erfolge in Jamaika und der gesamten Karibik. Auch Anfang 2011 hatte er großen Erfolg mit dem Song Shaka Zulu Pickney, der sich stark mit der Geschichte und berühmten Persönlichkeiten der Bürgerrechtsbewegung wie Martin Luther King auseinandersetzt. Ebenfalls 2011 veröffentlichte er weitere erfolgreiche Singles wie Come Ova und Never Leave I.
Im Jahr 2012 veröffentlichte er sein Akustik Album Mecoustic und ging mit seiner Blak Soil Band in Europa auf Tour, auf der er außerdem bei manchen Auftritten von der Saxophon-Legende Dean Fraser unterstützt wurde.
Sein Auftritt samt Blak Soil Band beim 33. Summerjam im Juli 2018 wurde vom WDR-Rockpalast aufgezeichnet und gesendet.

## Diskografie
Alben
- 2004: Challenges
- 2006: Parables
- 2009: Contagious
- 2012: Mecoustic
- 2014: Love Situation

Singles
- 2007: She’s Royal (UK: Silber)
- 2015: Powerful (Major Lazer feat. Ellie Goulding & Tarrus Riley)